# Samia balli
Samia balli är en fjärilsart som beskrevs av Watson. Samia balli ingår i släktet Samia och familjen påfågelsspinnare. Inga underarter finns listade.